# Peter von Suhm
Peter von Suhm (* 8. März 1696; † 14. Februar 1760) war ein kursächsischer Generalleutnant und Geheimer Kriegsrat.

## Familie
Peter von Suhm entstammte der dänischen Adelsfamilie Familie Suhm und war ein Sohn des königlich polnischen und kursächsischen Geheimen Kriegs- und Kammerrat Burchard von Suhm (1666–1720) und der Gesilla von Brüggemann (1672–1711). Er war seit 1722 mit Eva Magdalene von Mohrungen (1706–1760) vermählt. Aus der Ehe gingen vier Töchter und sechs Söhne hervor.

## Leben
Suhm diente 1708 zuerst im Spanischen Erbfolgekrieg bei seinem Onkel Ernst Heinrich von Suhm in Brabant, wurde 1709 Fähnrich im Bataillon Oldenburg und nahm vom 2. Mai bis 26. Juni 1710 an der Belagerung und Einnahme von Douay teil. Noch im Jahre 1710 wechselte er zum Gardebataillon in Brabant, ging aber 1714 zurück zum oldenburgischen Infanterie-Regiment.
1715 wurde Suhm Kompaniechef im sächsischen Heer und 1719 Oberstleutnant und Generaladjutant bei Graf Flemming. 1734 folgte die Beförderung zum Oberst der Infanterie. Selben Jahres wirkte er als Geheimer Kriegsrat. 1746 wurde er zum Generalmajor der Infanterie befördert und war Deputierter im Kollegium des Geheimen Kriegsrats. Schließlich wurde Suhm 1755 in den Rang eines Generalleutnants gehoben.
Unter den Gründungsmitgliedern der Freimaurerloge Aux trois Aigles in Dresden wurde an vierter Stelle ein geheimer Kriegsrat v. Suhm genannt. Da sein Vater bereits verstorben war, sein Bruder Ulrich Friedrich von Suhm seit 1736 Gesandter in Russland war und sein Bruder Nicolaus von Suhm erst 1747 in dieses Amt kam, muss davon ausgegangen werden, dass es sich um Peter von Suhm handelte.